# Anne-Marie Javouhey
Pour les articles homonymes, voir Anne-Marie (homonymie).
 (mai 2024).
Anne-Marie Javouhey, née le 10 novembre 1779 à Jallanges (Côte-d'Or) en Bourgogne, morte le 15 juillet 1851 à Paris, est la fondatrice de la congrégation des Sœurs de Saint-Joseph de Cluny.

## Biographie

### La fondatrice d'une nouvelle congrégation

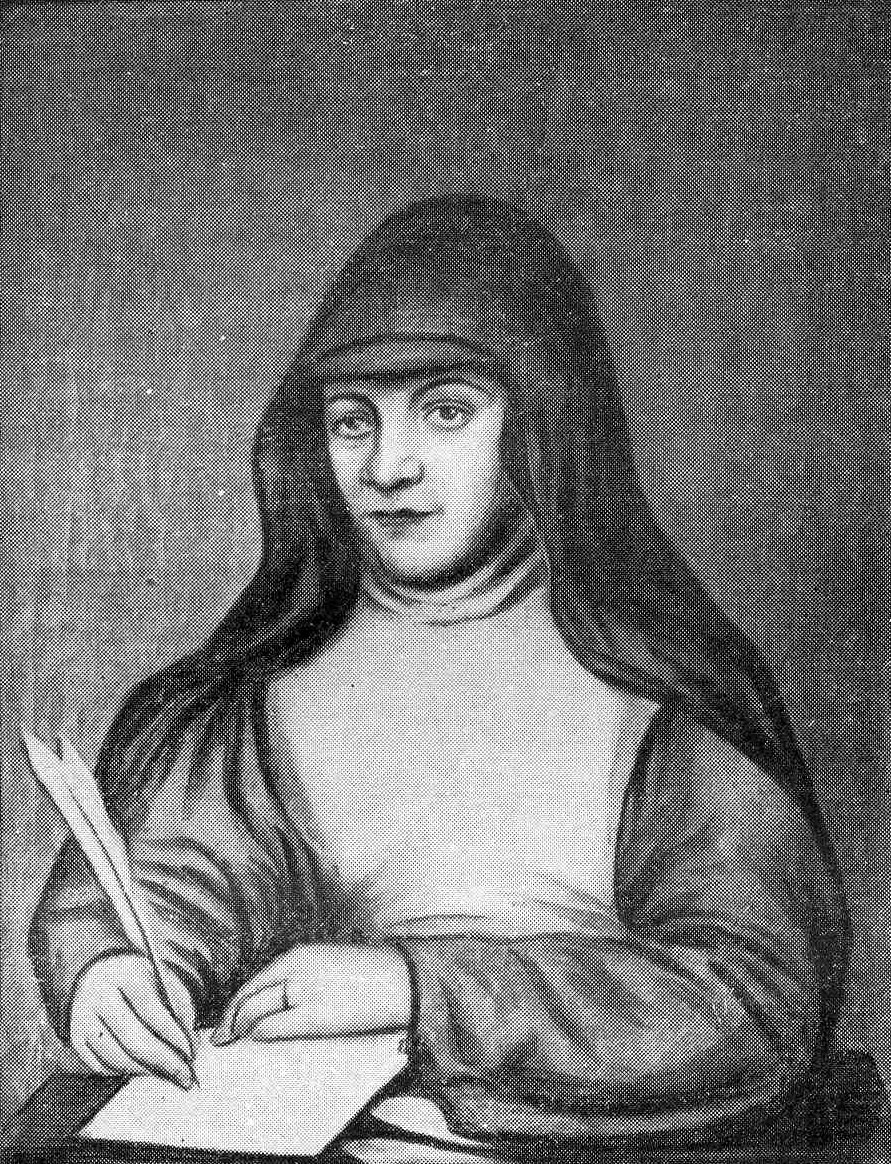
Mère Rosalie Javouhey, la plus jeune sœur, en 1819.

Anne-Marie Javouhey naît au sein d'une famille qui comptera dix enfants (quatre mourront jeunes). En pleine Révolution française, elle se consacre à Dieu lors d'une messe clandestine. Adolescente, elle instruit les enfants pauvres de son village, Chamblanc et des alentours. Elle catéchise également et prie longuement devant l'oratoire familial qui se trouve dans le jardin[réf. nécessaire].
Après avoir cherché sa voie auprès de congrégations religieuses, elle est encouragée par l'évêque d'Autun à rédiger en 1804 les règles d'une nouvelle union pieuse regroupant autour d'elle quelques jeunes filles, ainsi que ses trois sœurs, qui prononcent leurs vœux ensemble à l'église Saint-Pierre de Chalon-sur-Saône, en 1807. C'est la naissance d'une congrégation nouvelle, sous le patronage de saint Joseph, pour s'occuper d'enfants pauvres[réf. nécessaire].

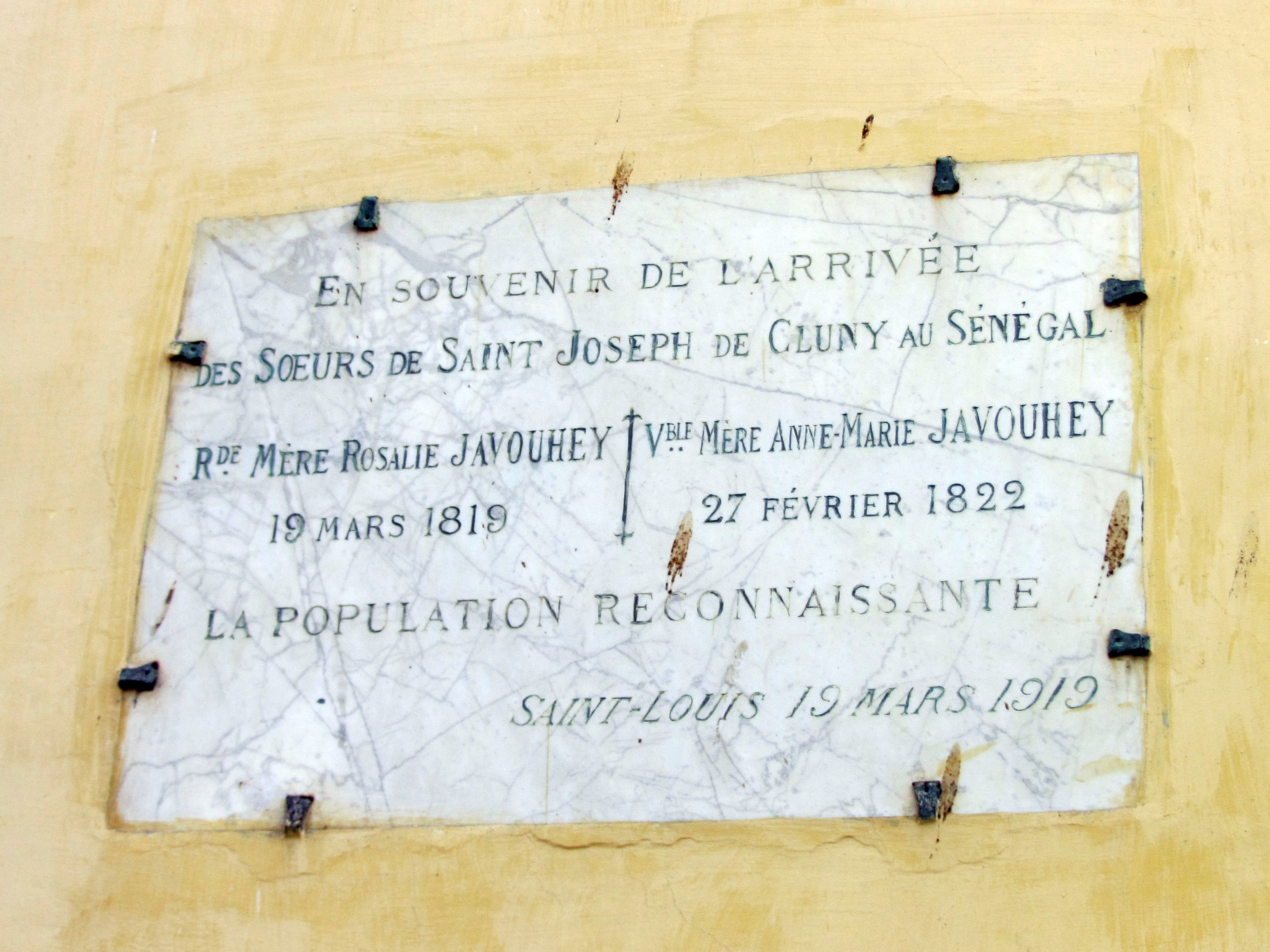
Plaque commémorant l'arrivée des sœurs Javouhey au Sénégal en 1819 et 1822 (cathédrale Saint-Louis de Saint-Louis-du-Sénégal).

En 1809, elle installe au grand séminaire d'Autun (actuel lycée militaire d'Autun) des classes mixtes afin de pourvoir à l'éducation des enfants issus du milieu pauvre[réf. nécessaire].
En 1812, la congrégation s'installe dans l'ancien couvent des Récollets de Cluny, devenu bien national, qui est racheté par Balthazar Javouhey pour ses filles. La congrégation prend désormais le nom de Saint-Joseph de Cluny. La congrégation qui a pour but l'éducation va se faire remarquer à Paris pour sa qualité. C'est ainsi que les missions outre-mer vont démarrer en 1817. C'est, chronologiquement, la première congrégation de femmes missionnaires[réf. nécessaire].
Elle établit des fondations en France et envoie des religieuses à l'île Bourbon (actuelle Île de La Réunion) en 1817, au Sénégal en 1821, en Martinique et en Guinée en 1822, en Guadeloupe en 1823[réf. nécessaire], etc.

### En Guyane

#### Travaux
Elle arrive à Mana à la fin août 1828 avec trente-six sœurs dont vingt-sept converses, trente-neuf agriculteurs adultes dont cinq couples, et onze enfants. En ajoutant douze ouvriers charpentiers, serruriers, forgerons, etc. qui doivent rejoindre Mana séparément, l'effectif total de l'expédition est de 98 personnes.
L'administration, qui dispose à l'embouchure de la Mana d'un « atelier de noirs » d'au moins trente personnes,, subvient comme promis aux besoins de l'expédition pendant les deux premières années, et par une série de décisions prises entre 1828 et 1831, confie gratuitement à Anne-Marie Javouhey des bâtiments, 15 ha défrichés, et les 120 têtes de bétail laissées par trois familles du Jura reparties en France dans le plus grand dénuement faute d'avoir pu tirer des ressources suffisantes de terres soit trop difficiles à drainer soit trop sablonneuses.
Les colons laïcs de l'expédition ont été engagés pour trois ans pour une solde de 300 francs par an payables à l'expiration de l'engagement. Neuf d'entre eux ont été renvoyés, et à l'expiration de leur engagement, en 1830, tous sauf trois décident de ne pas rester à la communauté, la plupart rentrant en France, et cinq s'établissant à leur compte à Mana dans le commerce du bois. Anne-Marie Javouhey fait face à cette baisse d'effectifs en achetant 32 esclaves noirs, dont quatre enfants. En 1832, trois sœurs sont hospitalières, treize sont employées à des travaux domestiques, treize sœurs, deux colons et dix esclaves adultes sont employés à l'agriculture. Un colon est directeur des travaux. Trois esclaves adultes sont employés à l'élevage, et dix à l'exploitation du bois. La vente de madriers et de planches d'acajou procure des revenus substantiels à la colonie.

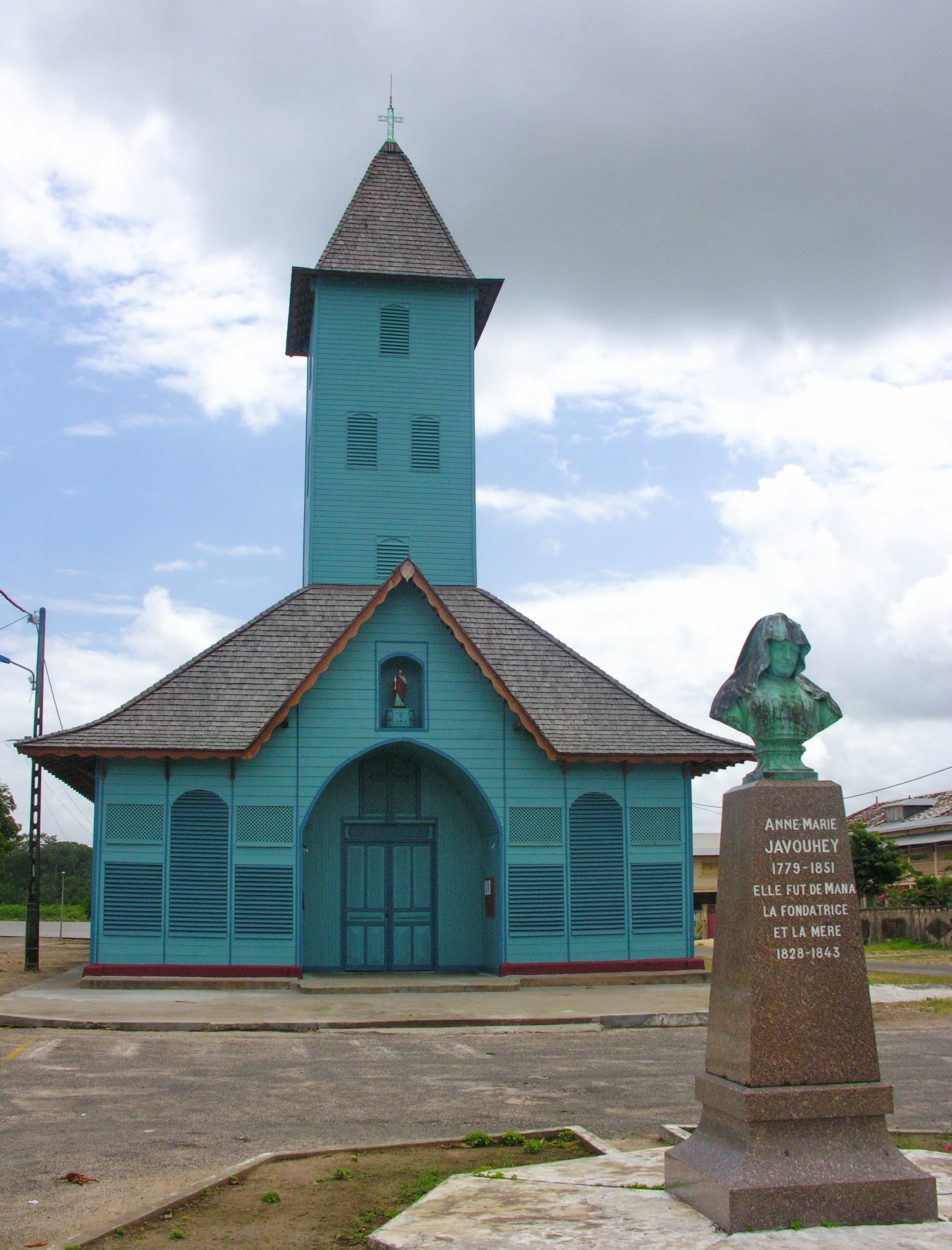
Buste d'Anne-Marie Javouhey devant l'église Saint-Joseph de Mana en Guyane.

#### Esclavage
En 1835, deux ans après son retour en métropole, elle recueille du gouvernement 520 Noirs, autrefois travaillant sous l'autorité de Cayenne : elle les christianise, les initie à la vie moderne de l'époque et leur apprend un métier, avant de les laisser repartir. Son principe est en effet que la liberté doit pouvoir être assumée financièrement et moralement pour être effective. Elle prouve alors à son temps que les Noirs peuvent être libres et vivre de leur travail. En 1838 elle fait libérer 185 esclaves noirs[réf. nécessaire].
En fait, Anne-Marie Javouhey ne libère aucun esclave à proprement parler, puisqu’elle impose deux conditions à leur affranchissement: un engagement de travail non rémunéré pendant sept ans, qui prolonge en quelque sorte leur esclavage, et leur conversion au christianisme. Plutôt qu’abolitionniste, elle « est partisane d'une émancipation graduelle et croit que sous un maître éclairé un esclave est heureux. Pour elle, un bon maître sait créer un attachement profond de la part de l'esclave qui alors consent à son statut de serviteur libre. ».
L'historien Denis Lamaison indique que Anne-Marie Javouhey, réputée pour son autoritarisme, utilise le fouet en arguant que ces traitements sont adaptés « à la faible intelligence des noirs ». Elle ne milite jamais en faveur de l’émancipation, et considère que « les noirs étaient des enfants à qui il fallait tout apprendre et notamment travailler ». Pour Denis Lamaison, Anne-Marie Javouhey n'était pas une abolitionniste.
Pour Pascale Cornuel, le cas de mère Javouhey donne à voir toute l’ambiguïté de l'« abolitionnisme graduel ». Celui-ci a échoué en raison de son instrumentalisation par les esclavagistes à des fins dilatoires ; il était aussi condamné par les esclaves, puisque son objectif était de les amener à consentir à poursuivre les activités qui étaient les leurs avant l’émancipation, pour le profit du maître. Constatant qu'elle ne peut être qualifiée d'abolitionniste, Pascale Cornuel la décrit en 2013 comme une « actrice de l’émancipation graduelle des esclaves ».
Harcelée par ceux qui craignaient une érosion de la main-d'œuvre servile et s'opposaient à elle, elle arriva néanmoins à influencer beaucoup de propriétaires de plantations pour qu'ils traitent mieux leurs esclaves, et son œuvre put survivre. Lors de l'abolition de l'esclavage, il n'y eut pas de grandes émeutes de la part des Noirs, en grande partie à cause des meilleures conditions de vie, comparées à celles des autres esclaves de Guyane, qu'elle avait pu obtenir pour eux. Une majorité d'entre eux s'étaient convertis au christianisme et baptisaient volontiers leurs enfants[réf. nécessaire].
La colonie fondée par Anne-Marie Javouhey à Mana correspond à l'actuelle commune de Mana qui comprend notamment l'ancien bourg de Mana et le village de Javouhey habité aujourd'hui par des réfugiés Hmong en provenance du Laos[réf. nécessaire].

### Dernier retour en France
À son retour en France, elle fonde un petit séminaire d'où sortiront les premiers prêtres indigènes du Sénégal, dont l'abbé Boilat, auteur des Esquisses sénégalaises (1853).
Femme forte, entreprenante et réfléchie, Anne-Marie Javouhey sait tout accueillir et y discerner l'essentiel. Elle ne se contente pas de soulager la misère ; elle travaille aussi à instaurer un ordre social plus conforme à l'Évangile.[réf. nécessaire]
« La Supérieure générale est ici pour quelques jours ; ses 70 ans n'ont affaibli ni sa santé, ni sa mémoire, ni son énergie, ni son esprit entreprenant ; elle vient de Brest où elle a embarqué 32 jeunes religieuses pour diverses colonies, elle va en choisir d'autres ; en octobre prochain, elle ira à Rome protégée par le nonce qu'elle y trouvera, qu'elle a vu à Paris et par qui elle sera présentée au Saint Père. Elle fera ce voyage plus lestement que je ne fais celui de Cluny à Daron ; elle me parlait hier de son séjour en Sierra Leone, de la Guinée, de Gorée, comme s'il n'y avait rien de plus simple que de parcourir la côte d'Afrique. Si son esprit avait été cultivé, sa mémoire meublée par une solide instruction, ce serait une femme bien remarquable car elle l'est sans toute cette culture » écrit à son sujet, dans une lettre datée du 8 août 1850, madame Rogniat, épouse d'un préfet de la Restauration, peu après un séjour effectué au château de Saint-Point, demeure du poète Alphonse de Lamartine.

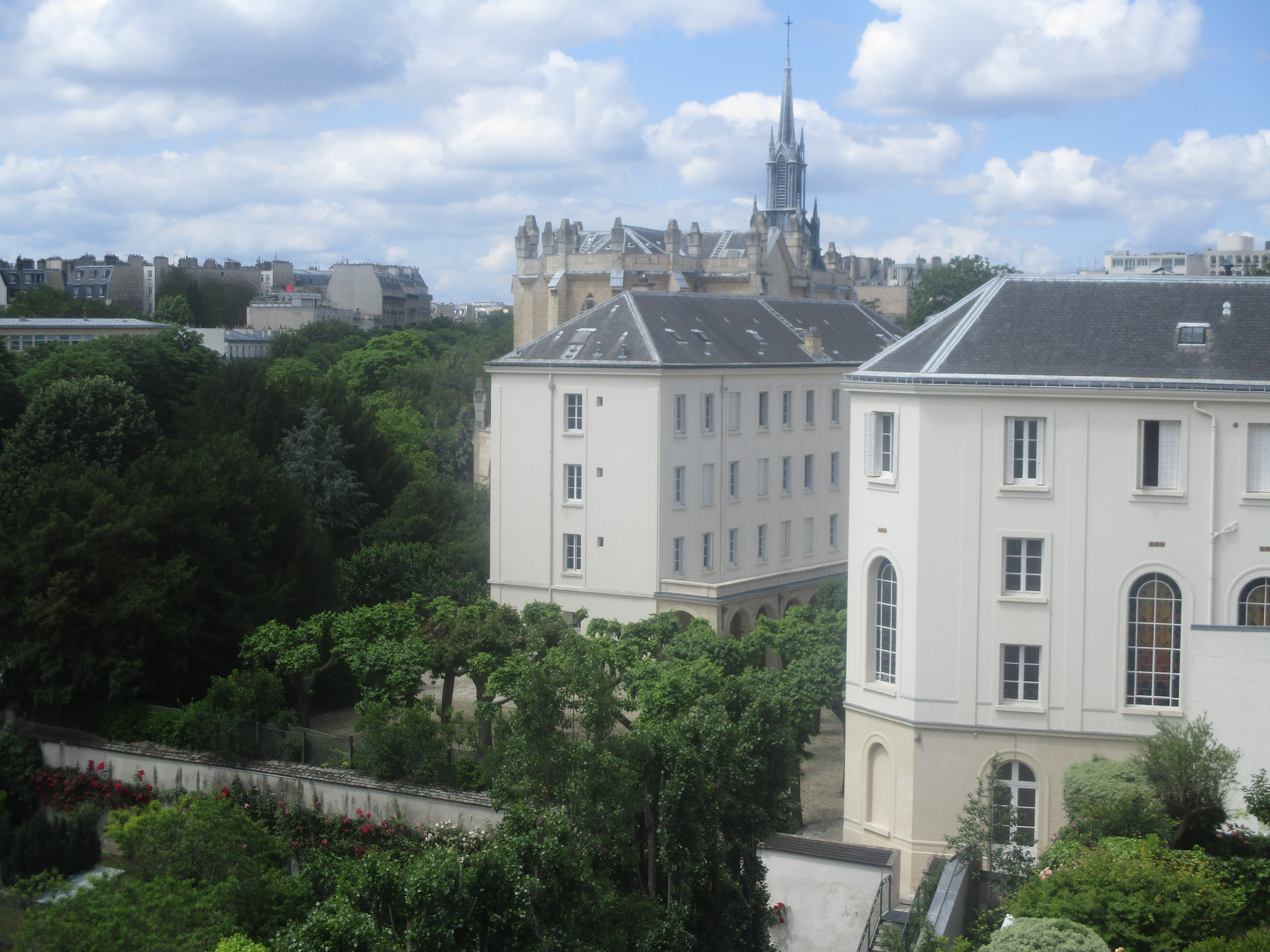
La maison-mère des Sœurs de Saint-Joseph de Cluny dans la 14e arr. de Paris, où la Bse Anne-Marie Javouhey est morte en juillet 1851.

À sa mort à Paris le 15 juillet 1851, 1 200 religieuses sont réparties sur les cinq continents.
Elle fut d'abord enterrée dans la crypte du collège Anne-Marie Javouhey à Senlis. À la suite de sa béatification, sa dépouille fut transportée au cimetière du Père-Lachaise. Des reliques ont été constituées et placées dans une châsse sous l’autel de la chapelle de la maison-mère, avec son cœur mis à part dans un reliquaire exposé dans la crypte[réf. nécessaire].
En 2022, les Sœurs de Saint-Joseph de Cluny sont environ 2 600 répandues dans trente provinces sur les cinq continents.
L'Administration postale française a émis un timbre à son effigie en 1981.

## Béatification et fête
Anne-Marie Javouhey a été béatifiée par le pape Pie XII en 1950.
Elle est fêtée le 15 juillet.

## Citations
Le roi Louis-Philippe disait d'elle : « Madame Javouhey, quel grand homme ! ».
Luttant contre les obstacles qui ont parsemé sa route, elle affirmait que : « La croix est plantée sur tous les chemins où passent les serviteurs de Dieu »[réf. nécessaire].